# Corry Brokken
Corry Brokken, właśc. Cornelia Maria Meijerink-Brokken (ur. 3 grudnia 1932 w Bredzie, zm. 31 maja 2016 w Laren) – holenderska wokalistka, zwyciężczyni Konkursu Piosenki Eurowizji w 1957 roku, uczestniczka konkursów w 1956, 1957 i 1958 roku.
Wraz z Jetty Pearl reprezentowała Holandię podczas 1. Konkursu Piosenki Eurowizji w 1956 roku. Z powodu niezachowania się oficjalnych wyników finału konkursu, nieznany jest końcowy rezultat jej piosenki „Voorgoed voorbij” w ogólnej klasyfikacji finałowej. Wokalistka odniosła sukces w konkursie rok później, wygrywając finał imprezy z kompozycją „Net als toen”. W 1958 roku ponownie reprezentowała Holandię podczas Konkursu Piosenki Eurowizji, tym razem śpiewając utwór „Heel de wereld”, z którym zajęła przedostatnie, dziewiąte miejsce na dziesięć reprezentacji, remisując z reprezentantką Luksemburga Solange Berry i jej piosenką „Un grand amour”.
W 1976 roku Brokken, prowadziła koncert finałowy 21. Konkursu Piosenki Eurowizji, który odbył się w Hadze, dzięki zwycięstwu holenderskiej grupy Teach-In podczas konkursu w roku poprzednim. W tym samym roku porzuciła karierę muzyczną i dwanaście lat później rozpoczęła pracę jako sędzia. W 1997 roku została sekretarzem Holandii podającym punkty przyznane przez kraj podczas 42. Konkursu Piosenki Eurowizji.

## Single
- 1956: „Voorgoed voorbij”
- 1957: „Net als toen”
- 1958: „Heel de wereld”